# Kaleń (gromada)
Kaleń – dawna gromada, czyli najmniejsza jednostka podziału terytorialnego Polskiej Rzeczypospolitej Ludowej w latach 1954–1972.
Gromady, z gromadzkimi radami narodowymi (GRN) jako organami władzy najniższego stopnia na wsi, funkcjonowały od reformy reorganizującej administrację wiejską przeprowadzonej jesienią 1954 do momentu ich zniesienia z dniem 1 stycznia 1973, tym samym wypierając organizację gminną w latach 1954–1972.
Gromadę Kaleń siedzibą GRN w Kaleniu utworzono – jako jedną z 8759 gromad na obszarze Polski – w powiecie rawskim w woj. łódzkim, na mocy uchwały nr 37/54 WRN w Łodzi z dnia 4 października 1954. W skład jednostki weszły obszary dotychczasowych gromad Bujały, Kaleń, Kaleń Nowy, Lutobory Nowe, Paprotnia i Rokitnica-Kąty ze zniesionej gminy Lubania w tymże powiecie. Dla gromady ustalono 13 członków gromadzkiej rady narodowej.
31 grudnia 1961 do gromady Kaleń przyłączono wieś i kolonię Lewin, wieś Lewin Poduchowny, wieś i parcelę Przyłuski, kolonię Studzianki I i II oraz wieś i parcelę Zabłocie ze zniesionej gromady Lewin.
Gromada przetrwała do końca 1972 roku, czyli do kolejnej reformy gminnej.